# اس‌ام‌اس بایرن (۱۸۷۸)
اس‌ام‌اس بایرن (۱۸۷۸) (به انگلیسی: SMS Bayern (1878)) یک کشتی بود که طول آن ۹۸٫۲ متر (۳۲۲ فوت) بود. این کشتی در سال ۱۸۷۸ ساخته شد.